# غرينفيل (تكساس)
غرينفيل (بالإنجليزية: Greenville, Texas)‏ هي مدينة تقع بولاية تكساس في شمال شرق الولايات المتحدة. تبلغ مساحة هذه المدينة 89.9 (كم²)، وترتفع عن سطح البحر 165 م، بلغ عدد سكانها 25557 نسمة في عام 2010 حسب إحصاء مكتب تعداد الولايات المتحدة وتصل الكثافة السكانية فيها 272.8 نسمة/كم2.

## التركيبة السكانية
حدّد مكتب تعداد الولايات المتحدة بيانات التركيبة السكانية لغرينفيل في تعداد الولايات المتحدة. في ما يلي، التركيبة السكانية حسب تعدادي 2000 و2010.

### تعداد عام 2000
بلغ عدد سكان غرينفيل 23,960 نسمة بحسب تعداد عام 2000، وبلغ عدد الأسر 9,156 أسرة وعدد العائلات 6,172 عائلة مقيمة في المدينة. في حين سجلت الكثافة السكانية 279.4 نسمة لكل كيلومتر مربع (723.6/ميل2). وبلغ عدد الوحدات السكنية 9,977 وحدة بمتوسط كثافة قدره 116.3 لكل كيلومتر مربع (301.2/ميل2).
وتوزع التركيب العرقي للمدينة بنسبة 69.71% من البيض و18.86% من الأمريكيين الأفارقة و0.48% من الأمريكيين الأصليين و0.61% من الأمريكيين ذوي الأصول الآسيوية و0.04% من سكان جزر المحيط الهادئ و8.19% من الأعراق الأخرى و2.11% من عرقين مختلطين أو أكثر و14.65% من الهسبانيون أو اللاتينيون من أي عرق.
بلغ عدد الأسر 9,156 أسرة كانت نسبة 36.3% منها لديها أطفال تحت سن الثامنة عشر تعيش معهم، وبلغت نسبة الأزواج القاطنين مع بعضهم البعض 49.4% من أصل المجموع الكلي للأسر، ونسبة 13.9% من الأسر كان لديها معيلات من الإناث دون وجود شريك،  بينما كانت نسبة 4.1% من الأسر لديها معيلون من الذكور دون وجود شريكة وكانت نسبة 32.6% من غير العائلات. تألفت نسبة 28.6% من أصل جميع الأسر من عدة أفراد يعيشون في نفس المنزل ونسبة 11.8% كانت تتألف من شخص يعيش بمفرده يبلغ من العمر 65 عاماً أو أكثر. وبلغ متوسط حجم الأسرة المعيشية 2.56، أما متوسط حجم العائلات فبلغ 3.13.
بلغ العمر الوسطي للسكان 34.6 عاماً. وكانت نسبة 26.9% من القاطنين تحت سن الثامنة عشر، وكانت نسبة 9.8% بين الثامنة عشر والرابعة والعشرين عاماً، ونسبة 27.8% كانت واقعةً في الفئة العمرية ما بين الخامسة والعشرين والرابعة والأربعين عاماً، ونسبة 20% كانت ما بين الخامسة والأربعين والرابعة والستين، ونسبة 13.2% كانت ضمن فئة الخامسة والستين عاماً فما فوق. يوجد لكل 100 أنثى 94.7 ذكر، ويوجد لكل 100 أنثى في الثامنة عشر من عمرها فما فوق 91.1 ذكر.
بلغ متوسط دخل الأسرة في المدينة 34,606 دولارًا، أما متوسط دخل العائلة فبلغ 41,808 دولارًا. وكان متوسط دخل الذكور 31,556 دولارًا مقابل 22,373 دولارًا للإناث. وسجل دخل الفرد الخاص بالمدينة 17,231 دولارًا. وكانت نسبة 11.3% من العائلات ونسبة 16.3% من السكان تحت خط الفقر، وكان من هؤلاء نسبة 24.1% تحت سن الثامنة عشر ونسبة 14.4% في الخامسة والستين من العمر وما فوق.

### تعداد عام 2010
بلغ عدد سكان غرينفيل 25,557 نسمة بحسب تعداد عام 2010، وبلغ عدد الأسر 9,716 أسرة وعدد العائلات 6,386 عائلة مقيمة في المدينة. في حين سجلت الكثافة السكانية 298 نسمة لكل كيلومتر مربع (771.8/ميل2). وبلغ عدد الوحدات السكنية 10,838 وحدة بمتوسط كثافة قدره 126.4 لكل كيلومتر مربع (327.4/ميل2).
وتوزع التركيب العرقي للمدينة بنسبة 68.47% من البيض و16.75% من الأمريكيين الأفارقة و0.88% من الأمريكيين الأصليين و1.07% من الأمريكيين ذوي الأصول الآسيوية و0.29% من سكان جزر المحيط الهادئ و9.77% من الأعراق الأخرى و2.76% من عرقين مختلطين أو أكثر و22.43% من الهسبانيون أو اللاتينيون من أي عرق.
بلغ عدد الأسر 9,716 أسرة كانت نسبة 35% منها لديها أطفال تحت سن الثامنة عشر تعيش معهم، وبلغت نسبة الأزواج القاطنين مع بعضهم البعض 44.7% من أصل المجموع الكلي للأسر، ونسبة 15.8% من الأسر كان لديها معيلات من الإناث دون وجود شريك،  بينما كانت نسبة 5.3% من الأسر لديها معيلون من الذكور دون وجود شريكة وكانت نسبة 34.3% من غير العائلات. تألفت نسبة 29.1% من أصل جميع الأسر من عدة أفراد يعيشون في نفس المنزل ونسبة 11.6% كانت تتألف من شخص يعيش بمفرده يبلغ من العمر 65 عاماً أو أكثر. وبلغ متوسط حجم الأسرة المعيشية 2.56، أما متوسط حجم العائلات فبلغ 3.17.
بلغ العمر الوسطي للسكان 34.0 عاماً. وكانت نسبة 26.5% من القاطنين تحت سن الثامنة عشر، وكانت نسبة 10.1% بين الثامنة عشر والرابعة والعشرين عاماً، ونسبة 26.7% كانت واقعةً في الفئة العمرية ما بين الخامسة والعشرين والرابعة والأربعين عاماً، ونسبة 22.4% كانت ما بين الخامسة والأربعين والرابعة والستين، ونسبة 14.3% كانت ضمن فئة الخامسة والستين عاماً فما فوق. وتوزع التركيب الجنسي للسكان بنسبة 48.7% ذكور و51.3% إناث.

## أعلام
- روي باتلر
- بارت ميلارد
- بيلي باغيت
- توم دبليو. بونير
- كورتني أندرسون
- إرنست هوكينز

## وصلات خارجية
- ci.greenville.tx.us
- The US50 - Cities and Towns in Texas State